# Magdalena Biejat
Magdalena Agnieszka Biejat, née le 11 janvier 1982 à Varsovie, est une femme politique polonaise, indépendante, affiliée à la coalition Lewica.
Traductrice de littérature espagnole, elle rejoint La Gauche ensemble en 2015. Elle est élue députée à la Diète et vice-présidente du groupe de la coalition Lewica en 2019. En novembre 2022, elle est élue co-présidente de la La Gauche ensemble. Lors des élections législatives de 2023, elle est élue sénatrice et vice-présidente du Sénat en novembre 2023. Lorsque La Gauche ensemble annonce son départ de la coalition Lewica, celle-ci décide de la quitter pour rester dans la coalition.

## Biographie

### Études et activisme
Elle réussit son examen de fin d'études secondaires à l'école secondaire Miguel de Cervantes à Varsovie. En 2006, elle obtient une maîtrise en sociologie à l'université de Grenade. En 2007, elle complète des études de troisième cycle en gestion d'organisations non gouvernementales organisées par le Collegium Civitas à Varsovie et l'Institut d'études politiques de l'Académie polonaise des sciences. 
Elle a également fait ses études à l'université Complutense de Madrid. Elle traduit professionnellement de la littérature de langue espagnole. Elle fut associée à des organisations non gouvernementales, comme la  Fondation d'Helsinki pour les droits de l'homme, Fondation Stefan Batory, la Fondation Atelier de Recherche Sociale et d'Innovation "Stocznia". Dans cette dernière, elle devient responsable de la recherche.

### Parcours politique

#### Ralliement à Razem, candidate aux élections de 2018 et européennes de 2019
En 2015, elle rejoint le parti Razem (renommé Lewica Razem en 2019). Elle siège au conseil du district de Varsovie. 
Lors des élections locales de 2018, elle est candidate au conseil dans l'arrondissement Varsovie, Praga-Północ, sur la liste du KWW Jan Śpiewak - Wygra Warszawa. Elle n'est pas élue et n'obtient seulement que 147 voix. 
Aux élections européennes de 2019 en Pologne, elle s'est présentée avec la coalition « Lewica Razem » dans la circonscription n°4, elle obtient 616 voix et n'est pas élue. 

#### Députée de la Diète et vice-présidente du groupe Lewica
Lors des élections parlementaires de 2019, elle est investie candidate avec la coalition de La Gauche et l'Alliance de la gauche démocratique, dans la circonscription n°19 (Varsovie), elle recueille 19 501 voix et est élue députée à la Diète,.
Elle devient membre de la commission de la politique sociale et de la famille et vice-présidente du groupe parlementaire de gauche (Lewica).

#### Élue co-présidente de Lewica Razem et sénatrice en 2023
En novembre 2022, lors du congrès de Lewica Razem, les militants ont élu deux co-présidents, remplaçant la direction collective. À l'issue du congrès, les deux députés Magdalena Biejat et Adrian Zandberg sont devenus coprésidents de Lewica Razem.
Lors des élections parlementaires de 2023, elle est candidate avec la coalition Lewica, dans le cadre du pacte sénatorial (pl) de l'opposition unie. Elle est investie et élue dans la 45e circonscription (Varsovie), obtenant 204 934 voix.
Aux élections de 2023, elle devient candidate de la Nouvelle Gauche au Sénat (avec le soutien d'autres partis dans le cadre du pacte sénatorial ) dans la circonscription n° 45. Elle a été élue sénatrice du 11e mandat, recevant 204 934 voix.
Lors de l'ouverture de la XIe législature, Magdalena Biejat est investie candidate à la vice-présidence du Sénat par Lewica, elle est élue vice-présidente le jour même.